# Trigonospila erilis
Trigonospila erilis är en tvåvingeart som först beskrevs av Henry J. Reinhard 1943.  Trigonospila erilis ingår i släktet Trigonospila och familjen parasitflugor. Inga underarter finns listade i Catalogue of Life.